# Høle
Høle es una localidad de la provincia de Rogaland en la región de Vestlandet, Noruega. Tiene una población estimada, a inicios de 2021, de 415 habitantes.
Está ubicada al sur del país, cerca de la costa del mar del Norte y del fiordo Boknafjorden. 